# آیاکو کاواسومی
آیاکو کاواسومی (انگلیسی: Ayako Kawasumi; ۳۰ مارس ۱۹۷۶ – ) صداپیشه، و خواننده اهل ژاپن است. وی از سال ۱۹۹۷ میلادی تاکنون مشغول فعالیت بوده‌است.